# Emsalö kapell
Emsalö kapell (finska: Emäsalon kapelli) är ett evangelisk-lutherskt kapell i Borgå i södra Finland. Kapellet, som ägs av Borgå kyrkliga samfällighet, var ursprungligen en bondgård från år 1802. Gården donerades av Gustaf Erik Stjernberg och Astrid Hanna Stjernberg och den blev ombyggd till kapell efter ritningar av arkitekt Olof Stenius. Biskopen Georg Olof Rosenqvist invigde kapellet år 1955. Det rymmer cirka 60 personer.